# Dieidolycus
Dieidolycus es un género de peces de la familia Zoarcidae en el orden de los Perciformes.

## Especies
- Dieidolycus adocetus  Anderson, 1994.
- Dieidolycus gosztonyii  Anderson & Pequeño R., 1998.
- Dieidolycus leptodermatus  Anderson, 1988.